# NGC 281
NGC 281 (také IC 11 nebo Sh2-184 ) je jasná emisní mlhovina a součást HII oblasti v souhvězdí Kasiopeji.
Je vzdálena přibližně 9 500 světelných let od Země, takže patří do ramena Persea Mléčné dráhy. Objevil ji Edward Emerson Barnard 16. listopadu 1881.

## Vlastnosti
Součástí této mlhoviny o rozměrech 20'×30' je také otevřená hvězdokupa IC 1590, několik Bokových globulí a hvězdný systém B 1. Tyto objekty dohromady tvoří jeden systém nazvaný Sh2-184, který má zdánlivý rozměr 40'.
Měřením paralaxy vodních maserů na frekvenci 22 GHz, které bylo provedené v roce 2014, byl získán nový odhad vzdálenosti mlhoviny od Země. Naměřená vzdálenost 2,82 ± 0,20 kpc (9 200 světelných let)
je mírně nižší než obecně uváděná vzdálenost 9 500 světelných let. Díky svému tvaru, který připomíná postavu z počítačové hry, je mlhovina mezi astronomy známa také pod názvem Pacman Nebula (mlhovina Pacman).

## Historie pozorování
Edward Emerson Barnard tuto mlhovinu objevil 16. listopadu 1881 a popsal ji jako "velkou slabou a velmi rozptýlenou mlhovinu." Sherburne Wesley Burnham později v mlhovině objevil vícenásobnou hvězdu 'B 1' (β 1), jejíž hlavní člen HD 5005 (HIP 4121) je velmi zářivou hvězdou osmé magnitudy a spektrální třídy O6 a čtyři společníci jsou od ní vzdáleni 1,4' až 15,7'. Od doby jejich prvního proměření v roce 1875 v tomto pětinásobném systému nenastaly žádné patrné změny.

### Poloha IC 11
V místě, které Barnard zaznamenal jako souřadnice objektu IC 11, se mlhovina nenachází, proto některé katalogy považují IC 11 za nenalezený objekt.
Trojhvězda zmíněná v popisu však naznačuje, že se Barnard při zápisu polohy zmýlil o 30 minut v rektascenzi. NGC 281 i IC 11 je tedy dvojí označení stejného objektu.

## Pozorování
Mlhovinu je možné vidět amatérským dalekohledem z oblastí s tmavou oblohou. Walter Scott Houston ve své knize Deep Sky Wonders popsal vzhled mlhoviny v malém dalekohledu: "V nejbližším okolí vícenásobné hvězdy byla vidět slabá záře a občas jsem měl dojem, že je tam i mnohem větší mlhovina. Její plošná jasnost byla mnohem menší než u Galaxie v Trojúhelníku nebo NGC 205, vzdáleného společníka Galaxie v Andromedě."

## Galerie obrázků

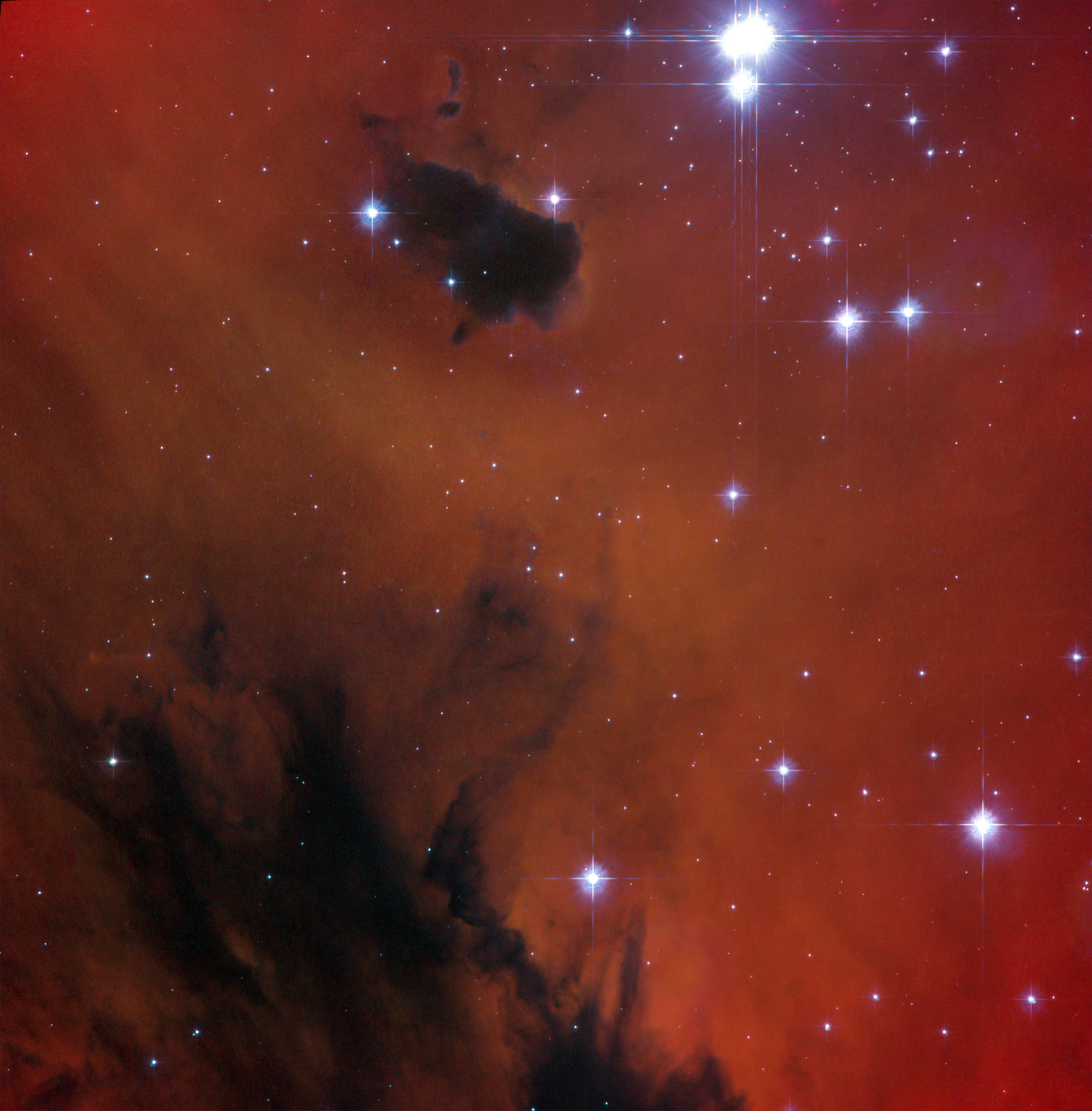
Mladá otevřená hvězdokupa IC 1590, která leží uvnitř hvězdotvorné oblasti NGC 281
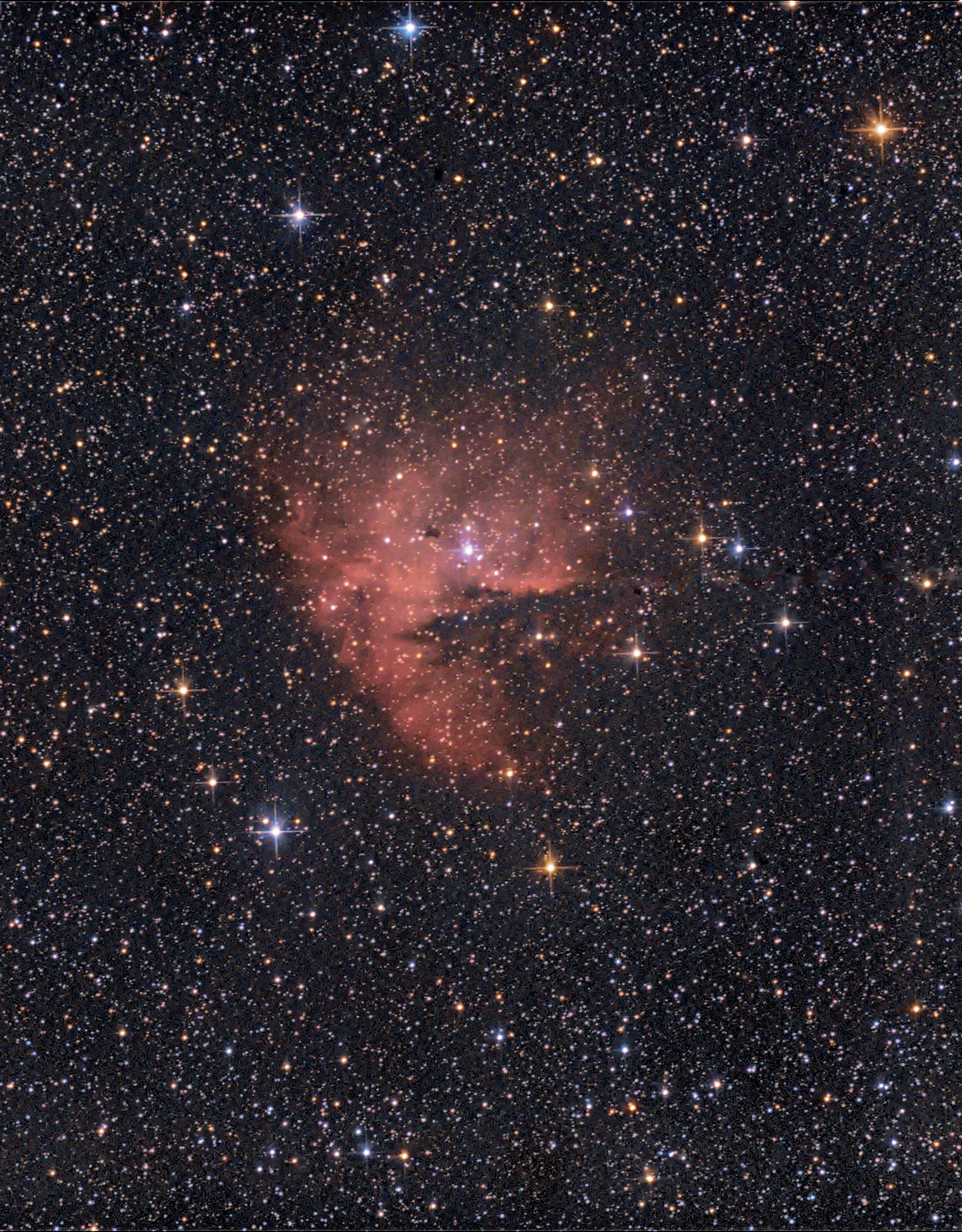
Amatérský snímek pořízený pomocí digitální zrcadlovky a zrcadlového dalekohledu o průměru 130 mm
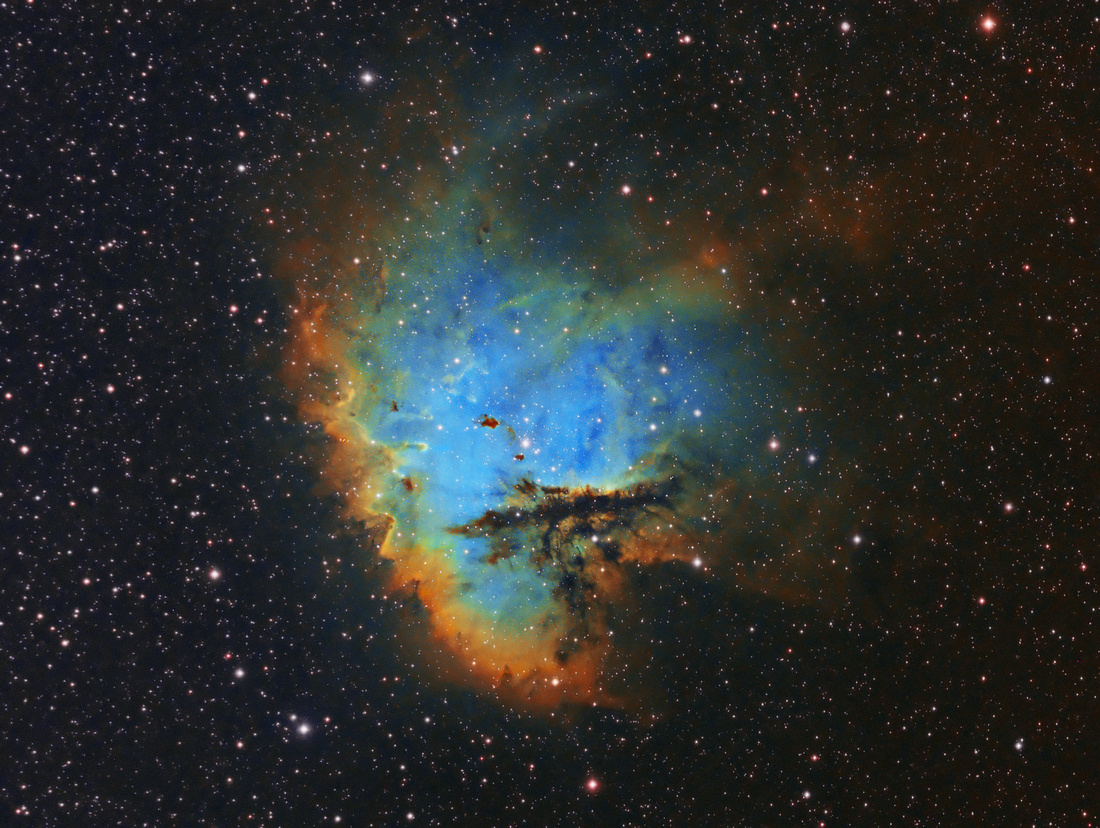
NGC 281 – Amatérský úzkopásmový snímek (SII = červená, H-alfa = zelená, OIII = modrá)
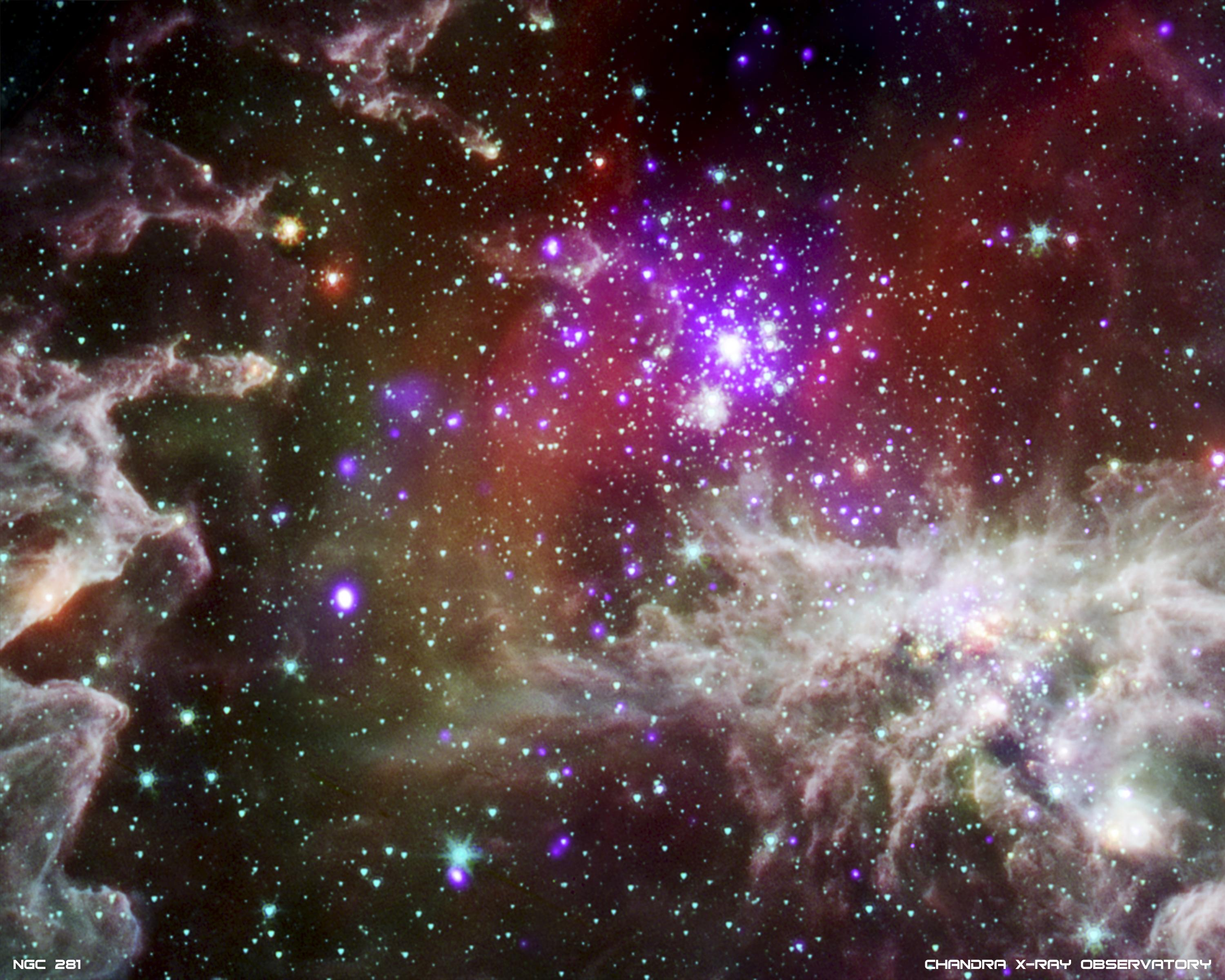
Složený snímek mlhoviny NGC 281